# Окленд Тауншип (округ Батлер, Пенсільванія)
Окленд Тауншип (англ. Oakland Township) — селище (англ. township) в США, в окрузі Батлер штату Пенсільванія. Населення — 2769 осіб (2020).

## Демографія
Згідно з переписом 2010 року, у селищі мешкало 2987 осіб у 1141 домогосподарстві у складі 873 родин. Було 1209 помешкань
Расовий склад населення:
| - 99,1 % — білих - 0,2 % — корінних американців - 0,2 % — азіатів - 0,1 % — чорних або афроамериканців |

До двох чи більше рас належало 0,4 %. Частка іспаномовних становила 0,2 % від усіх жителів.
За віковим діапазоном населення розподілялося таким чином: 22,3 % — особи молодші 18 років, 63,4 % — особи у віці 18—64 років, 14,3 % — особи у віці 65 років та старші. Медіана віку мешканця становила 43,1 року. На 100 осіб жіночої статі у селищі припадало 105,4 чоловіків;  на 100 жінок у віці від 18 років та старших — 102,3 чоловіків також старших 18 років.
Середній дохід на одне домашнє господарство  становив 72 923 долари США (медіана — 66 964), а середній дохід на одну сім'ю — 80 294 долари (медіана — 74 896). Медіана доходів становила 52 847 доларів для чоловіків та 36 778 доларів для жінок. За межею бідності перебувало 6,5 % осіб, у тому числі 7,2 % дітей у віці до 18 років та 10,1 % осіб у віці 65 років та старших.
Цивільне працевлаштоване населення становило 1523 особи. Основні галузі зайнятості: виробництво — 25,5 %, освіта, охорона здоров'я та соціальна допомога — 22,8 %, роздрібна торгівля — 8,7 %, мистецтво, розваги та відпочинок — 7,0 %.